# Homero
Homero (em grego:  Ὅμηρος, transl. Hómēros) foi um poeta épico da Grécia Antiga, ao qual tradicionalmente se atribui a autoria dos poemas épicos Ilíada e Odisseia.
Os gregos antigos geralmente acreditavam que Homero era um indivíduo histórico, mas os estudiosos modernos são céticos: nenhuma informação biográfica de confiança foi transmitida a partir da antiguidade clássica, e os próprios poemas manifestamente representam o culminar de muitos séculos de história contadas oralmente e um bem desenvolvido sistema já muitas vezes usado de composição poética. De acordo com Martin West, "Homero" não é "o nome de um poeta histórico, mas um nome fictício ou construído". Para o historiador e filósofo Richard Tarnas, Homero — independentemente da polêmica sobre sua existência histórica — foi "uma personificação coletiva de toda a memória grega antiga".
Homero teria nascido em Esmirna, atual Turquia, ou em alguma ilha do mar Egeu e vivido no século VIII a.C. Mas a sua origem é tão controversa que oito cidades disputam a honra de terem sido a terra natal do poeta.
A data da existência de Homero foi controversa na antiguidade e não o é menos hoje. Heródoto disse que Homero viveu 400 anos antes de seu próprio tempo, o que o colocaria em torno de 850 a.C., mas outras fontes antigas deram datas muito mais próximas da suposta época da Guerra de Troia. A data da Guerra de Troia foi dada como 1194–1184 a.C. por Eratóstenes, que se esforçou para estabelecer uma cronologia científica dos eventos e esta data tem obtido apoio por causa de pesquisas arqueológicas mais recentes.[carece de fontes?]
Para a ciência moderna, "a data de Homero" refere-se à data de concepção dos poemas tanto quanto à vida de um indivíduo. O consenso dos estudiosos é que "a Ilíada e a Odisseia datam dos últimos anos do século IX a.C., ou a partir do século VIII a.C., a Ilíada sendo anterior à Odisseia, talvez por algumas décadas", ou seja, um pouco mais cedo do que Hesíodo, e que a Ilíada é o trabalho mais antigo da literatura ocidental. Ao longo das últimas décadas, alguns estudiosos têm defendido uma data do século VII a.C. Aqueles que acreditam que os poemas homéricos desenvolveram-se gradualmente durante um longo período de tempo, entretanto, geralmente dão uma data posterior para os poemas: de acordo com Pausânias, os textos foram compilados na época do tirano ateniense Pisístrato; de acordo com Gregory Nagy, tornaram-se textos fixos apenas no século VI a.C.
Alfred Heubeck afirma que a influência formativa dos trabalhos de Homero modelando e influenciando todo o desenvolvimento da cultura grega foi reconhecida por muitos dos próprios gregos, que o consideravam seu instrutor.
Além dessas duas grandes obras, mas sem respaldo histórico ou literário, são a ele atribuídas as obras Margites, poema cômico a respeito de um herói trapalhão; a Batracomiomaquia, paródia burlesca da Ilíada que relata uma guerra fantástica entre ratos e rãs, e os Hinos homéricos.
Já antes do início do pensamento filosófico, as riquíssimas obras de Homero (Ilíada e Odisseia) tendem a aproximar os deuses dos homens, num movimento de racionalização do divino. Os deuses homéricos, que viviam no Monte Olimpo, possuíam uma série de características antropomórficas.
Apesar de "Homero" ser um nome grego, atestado em regiões de fala eólica, nada de concreto se sabe sobre ele; entretanto, tradições surgiram pretendendo dar detalhes sobre o local de seu nascimento e seu contexto: o satírico Luciano, em sua fabulosa História Verdadeira, faz de Homero um Babilônio que assumiu o nome de Homero apenas quando tomado "refém" (homeros) pelos gregos. Quando o imperador Adriano perguntou ao oráculo de Delfos quem Homero era realmente, Pítia proclamou que ele era um ítaco, filho de Jocasta e Telêmaco, da Odisseia. Essas histórias proliferaram e foram incorporadas a um número de Vidas de Homero compiladas a partir do período alexandrino. A versão mais comum diz que Homero nasceu na região jônia da Ásia Menor, em Esmirna, ou na ilha de Quios, morrendo em Ios, nas ilhas Cíclades. A conexão com Esmirna parece ser em alusão a uma lenda que seu nome original era "Melesigenes" ("nascido no Meles", um rio que corria por essa cidade), e da ninfa Creteia. Evidências contidas em seus poemas dão algum apoio a esta versão: a familiaridade com a topografia da área do litoral da Ásia Menor é vista nos nomes dos locais e nos detalhes, e comparações evocativas do cenário local: as aves dos prados, na foz do Caister (Ilíada 2 459ff.), uma tempestade no mar e abisarque Ícaro (Ilíada 2 144ff.), e conhecimento sobre os ventos (Ilíada 2 394ff : 4 422ff: 9,5), ou que as mulheres tanto da Meônia quanto da Cária tingem marfim com escarlate (Ilíada 4 142).

## Questão Homérica
| “               | A pessoa de Homero está para sempre imersa nas trevas impenetráveis da lenda. Ignoramos quando viveu; não sabemos que terra privilegiada lhe ouviu os primeiros vagidos (…) Venerandas tradições representavam-no como um velho cantor, pobre e cego que, peregrinando de terra em terra, recompensava a quem o agasalhava com a declamação de seus poemas | ” |
| — Augusto Magne | |   |

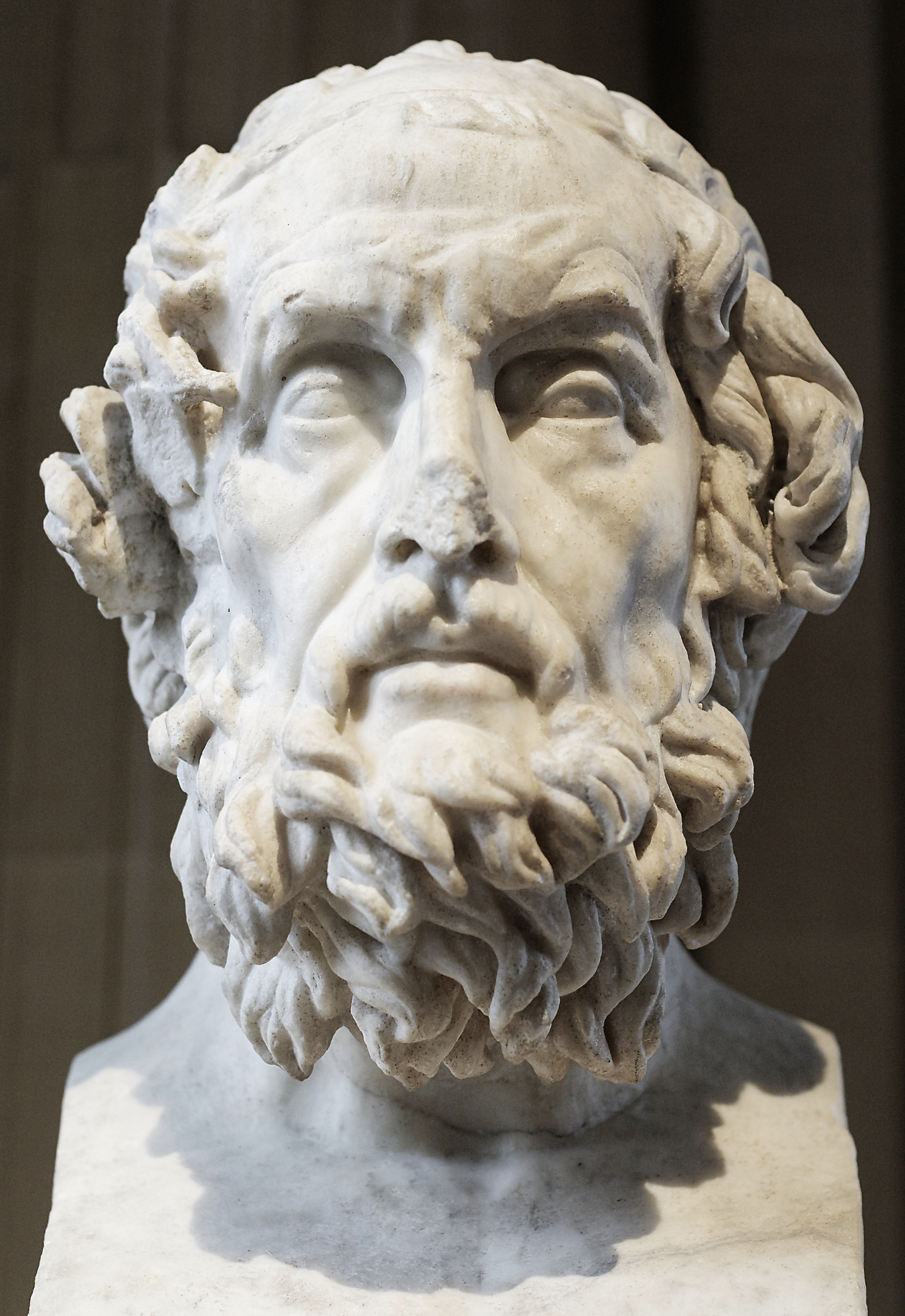
Homero – Busto com suposta aparência de Homero, cópia romana do século II de uma obra grega do século II a.C., conservada no Museu do Louvre.

Entre os gramáticos alexandrinos, Zenão e Helânico consideravam improvável a Ilíada e a Odisseia haverem sido compostas por um único autor, já que a Odisseia lhes parecia um ou dois séculos posterior à Ilíada. Foram então alcunhados Kho-rizontes – separatistas, por insularem a Ilíada e a Odisseia.
Aristarco, contemporâneo de Zenão e Helânico, não acreditava nesta separação, mas supunha que aos poemas iniciais fora acrescido outros poemas independentes. No caso da Ilíada estariam entre os possíveis acréscimos: o duelo entre Menelau e Páris, a gesta de Diomedes, o duelo de Heitor e Ájax, a embaixada a Aquiles, o relato da ira de Meleagro, a descrição da confecção do escudo de Aquiles etc. sendo que esses poemas autônomos teriam sido concatenados a uma Ilíada original, Proto-Ilíada, esta atribuída a Homero.
A nova teoria, dos acréscimos posteriores, teve amplo respaldo. Tinha-se basicamente três teorias: a primeira que Homero era autor dos dois poemas; a segunda que só da Ilíada; a terceira que dos dois poemas, mas em dimensões menores. Unanimidade nunca houve sobre o assunto, nem entre os alexandrinos tampouco entre aqueles que o sucederam. Com doutos estudos filológicos e não menos fábulas, sentenciaram-se veredictos pela Antiguidade. Provavelmente, na Idade Média e no Renascimento também, mas esse processo é, quase sempre, circular e infrutuoso.
No século XVIII surgem três importantes publicações: uma de François d'Aubignac, outra de Giambattista Vico e outra de Friedrich August Wolf. Todas, aliando razões históricas, filológicas ou estéticas; idênticas ou não, trazem uma tese nova e controvertida: Homero jamais teria existido, seria seu nome somente uma alegoria. Traziam como outra hipótese, que Homero houvesse sido apenas um compilador das rapsódias tomadas aos aedos e até mesmo ao próprio povo do período heroico grego.
Estes últimos argumentos foram gratíssimos aos românticos; já que consideravam que uma verdadeira epopeia deveria emergir espontaneamente de um povo. Talvez por esse motivo obtiveram respaldo tão amplo.
Durante o século XIX e primeira metade do XX, afervorou-se a discussão. Foi quando se publicaram desde compêndios a volumosas edições com teses para tratar da questão. Intelectuais digladiavam-se formando dois grupos opostos: um defendia a autoria única, outro a compilação.
Recentemente tem-se arrefecido a discussão, voltando lumes apenas às questões linguísticas. Mesmo porque em antiguidade tão remota pouca certeza há, e conjecturas muitas.
| “                 | A poesia viva, aquela que dá vida a tudo o que toca, é de todos os tempos e de todos os países, e por esta qualidade divina o poeta mais moderno de sempre é Homero | ” |
| — Mario Rapisardi | |   |